# Atomic Blonde
Atomic Blonde är en amerikansk actionthrillerfilm från 2017, regisserad av David Leitch.
Filmen handlar om Lorraine Broughton. Hon är en hemlig agent för MI6 som skickas till Berlin under kalla kriget för att utreda mordet på en medagent och återta en lista över dubbelagenter.

## Rollista (i urval)
- Charlize Theron – Lorraine Broughton